# Т-44
Т-44 — радянський середній танк. Був створений в 1943—1944 роках на КБ-520 в евакуації під керівництвом Олександра Морозова та призначався для заміни Т-34-85 в ролі основного середнього танка РСЧА. Попри значну зовнішню схожість з Т-34-85, конструктивно Т-44 мав значну кількість відмінностей і був представником якісно нового покоління танків, до якого належав і післявоєнний Т-54.
Хоч Т-44 і мав гарні характеристики, він був танком воєнного часу, що вимагало максимально низької вартості та можливості виробництва за умови низької кваліфікації робітників. Тому від танка не вимагали надійності та ресурсу: під час війни ресурс двигуна в 100 годин вважався гарним результатом, але після війни вимоги зросли до 500 годин. Таким чином, розроблений для війни, разом з закінченням Другої світової танк одразу застарів і у виробництві був замінений на Т-54, що був його розвитком.

## Загальні відомості
Т-44 створювався для заміни Т-34, роботи зі створення нового танку для бронетанкових військ почалися наприкінці 1943 року. Конструкторські роботи велися на уральському танковому заводі, очолював конструкторське бюро А. Морозов. Елементи Т-34 були використані як основа, а конструктивні характеристики значною мірою були надбанням, отриманим під час розробки проєктів Т-34М і Т-43.
Проєкт отримав назву «Т-44». Сукупність вдалих рішень, зібраних в одній машині, зробила новий танк визначальним для майбутнього розвитку броньованих машин. Конструктори досягли зниження висоти моторно-трансмісійного відділення (МТВ), вивівши повітроочищувач на бік. Дизель В-44 отримав нову систему подачі палива, що дещо підвищило його потужність. Місце вентилятора зайняв маховик компактного виконання, що дозволило встановити дизель на низьку, жорстку і легку раму. Висота знизилася на 0,3 метра.
Конструктори відмовились від ніш надгусеничного виконання. Вентилятор був зміщений ближче до кормового бронелиста, який працював від КП через фрикціон. Застосовані рішення поліпшили систему охолодження трансмісії. Також відрізнялася установка масляного радіатора — тепер він розташовувався під кришкою МТВ, і, опинившись в однорідному потоці повітря, зміг забезпечити ефективну систему охолодження. Двигун і 5-ступеневу КП з'єднувала «гітара», що підвищує редуктор з числом передачі 0.7. Сама коробка передач стала достатньо компактною і полегшеною. Бортові рішення передач і фрикціонів було запозичено від Т-34. Нове МТВ дозволило встановити 85-мм гармату ближче до середини корпусу — танкістів стали набагато менше турбувати кутові нахили танка і зменшувалася ймовірність «встромляти стволом у землю». Зсув гармати до центру також збільшив точність попадань. Таке центрування танка дозволило наростити лобову броню до 12 сантиметрів.
Міцності лобової частини також сприяв перенесення люка водія-механіка на дах корпусу і відсутність установки сферичного типу під установку кулемета. На звільнене місце встановили бак для палива. З початком «холодної війни» конструктори, враховуючи появу танків з посиленою бронею, розробили проєкт нової башти з 100 мм гарматою «Д-10Т» або під ЛБ-1. Дах люка заряджаючого члена команди обладнали туреллю з ЗК ДШК. Борти танка також отримують додаткову броню у вигляді протикумулятивних екранів завтовшки у 6-мм. З появою нового танка середнього класу Т-52 у 1946 році розробки Т-44 припинились, але танк залишився на озброєнні СРСР. У 1961 році відбувається уніфікація механізмів та блоків Т-44 і нового Т-54, у 1968 році танк був обладнаний стабілізатором гармати у 2-х площинах. На базі даного танка випускали САУ, тягачі, інженерні машини. В історії танкових військ Т-44 насамперед відомий як основний попередник нового сімейства танків середнього класу.

## Озброєння
| Таблиця бронепробивності для С-53 |     |     |          |          |        |        |
| Снаряд \ Відстань, м | 100 | 300 | 500      | 1000     | 1500   | 2000   |
| БР-365 |     |     |          |          |        |        |
| (кут зустрічі 90°) | 119 | 115 | 111; 105 | 102; 100 | 93; 92 | 85     |
| (кут зустрічі 60°) | 97  | 93  | 91; 90   | 83; 85   | 76; 78 | 69; 72 |
| БР-365К |     |     |          |          |        |        |
| (кут зустрічі 90°) | 126 | 118 | 110; 108 | 95; 102  | 75; 90 | 65; 82 |
| (кут зустрічі 60°) | 103 | 96  | 90       | 75; 78   | 65; 72 | 50; 66 |
| БР-365П |     |     |          |          |        |        |
| (кут зустрічі 90°) | 167 | 152 | 140      | 110      | 85     | —      |
| (кут зустрічі 60°) | 124 | 114 | 100      | 80       | 60     | —      |
| Треба пам'ятати, що у різний час і в різних країнах використовувались різні методики визначення бронепробиваємості. Як наслідок, Пряме порівняння із іншими даними неможливе. |     |     |          |          |        |        |

## Особливості конструкції
У новій конструкції вдалося посилити броньовий захист без збільшення ваги і габаритів машини. Т-44 з лобовою бронею корпуса 120 мм (на 75 мм більше, ніж у Т-34) важив майже стільки ж — 31,9 т. При цьому він був коротшим на 30 мм по корпусу і на 300 мм нижчим за силуетною висотою. Зменшення габаритів та відмова від надгусеничних ніш дозволили зменшити вагу, значно збільшивши товщу лобового листа.
Захищеність бойової машини підвищувалася і деякими конструктивними особливостями корпусу. Так, корпус танка зменшили по висоті (в порівнянні з Т-34-85) більш ніж на 300 мм за рахунок установки нового двигуна В-44, в якому змінили розташування водяного і масляного насосів.
Слабким місцем колишніх радянських танків було розміщення люка механіка-водія і кульової установки кулемета в лобовій броні. У новій машині лобовий похилий лист був монолітним і мав невелику оглядову щілину для водія, захищену триплексом (тришарове скло) і броньовою заслінкою. Люк механіка-водія містився в даху корпуса і практично був недосяжний для атаки вогнем. Спостереження тим не менш не ускладнилося. Через щілину водій танка міг вести огляд в прямому напрямку, а також під кутом 116° — через призматичний прилад з кутом огляду по горизонталі 54°.
Скорочення внутрішнього обсягу танка за рахунок збільшення товщини броньових листів і зменшення габаритів змусило переглянути і внутрішню компоновку. Так, вперше двигун був розміщений не вздовж поздовжньої осі танка, а поперек, що зменшило габарити силового відділення та збільшило розміри бойового. У трансмісії танка вперше застосували новий агрегат — гітару, що передає зусилля від двигуна до коробки передач, розташованої паралельно двигуну. Також з’ясували, що ефективність вогню з курсового кулемета, з якого вів вогонь стрілець-радист, була невисокою через поганий огляд. Крім того, передача розпоряджень через члена екіпажу не завжди дозволяла командиру танка оперативно реагувати на команди старших начальників в бою. Передача функцій радиста командиру дозволила вивільнити члена екіпажу та використати звільнене місце для розміщення боєукладки зі снарядами. Таким чином, при загальному скороченні внутрішнього обсягу танка його боєкомплект зменшився всього на два снаряди (що не мало істотного значення для бою) і складався з 58 артпострілів. При цьому курсовий кулемет за традицією в танку залишили, жорстко закріпивши його в лобовій броні корпуса. Вогонь вів механік-водій, орієнтуючись через оглядовий прилад. Другий кулемет, як і на Т-34-85, був спарений з гарматою. Основне озброєння — гармата ЗІС-С53 зразка 1944 року і кулемет ДТМ розташували в литій вежі овальної форми, що має значну кормову нішу для укладання снарядів. Тут же кріпився пістолет-кулемет ППС для екіпажу.
Завдяки застосуванню нової коробки передач середня швидкість збільшилася на 3 км/г, хоча максимальна і зменшилася на 5 км/г. Двигун потужністю 520 к.с., надійна трансмісія та ходова частина з 10 опорних котків, двох ведучих і двох напрямних коліс, гусениці з 70-ма траками в кожній дозволяли танку пересуватися зі швидкістю до 45 км/год.
Т-44 став новою віхою в будівництві танків сучасної конструкції. Танк такого ж класу — М48 «Паттон» — з'явився в армії США тільки в 1952 році. Він важив 44 т, мав гармату калібром 90 мм і таку ж, як Т-44, максимальну швидкість руху, а по висоті був на 300 мм вище за нього. Т-44, уже не був до того часу основним бойовим танком Радянської Армії, але ще стояв на озброєнні, своєю появою дав можливість перейти до створення абсолютно нової бойової машини Т-54, здатної діяти в умовах застосування зброї масового ураження. У його конструкції використовували основні компонувальні рішення попередньої машини: розміщення моторно-трансмісійної установки, екіпажу, озброєння, параметрів броньового захисту, рухливості і ефективності вогню.

## Модифікації
|                | Т-34, модифікація 1940 року | Т-34, модифікація 1941 року | Т-34, модифікація 1942 року | Т-34, модифікація 1943 року | Т-34-85        | Т-44           |
| -------------- | --------------------------- | --------------------------- | --------------------------- | --------------------------- | -------------- | -------------- |
| Маса, т        | 26                          | 26,5                        | 28,5                        | 30,9                        | 32             | 31,9           |
| Зброя          | 76-мм Л-11                  | 76-мм Ф-34                  | 76-мм Ф-34                  | 76-мм Ф-34                  | 85-мм ЗІС-С-53 | 85-мм ЗІС-С-53 |
| БК, Снарядів   | 76                          | 77                          | 77                          | 100                         | 60             | 58             |
| Пальне, л      | 460                         | 460                         | 610                         | 790                         | 810            | 642            |
| Запас ходу, км | 300                         | 400                         | 400                         | 465                         | 360            | 300            |
| Броня, мм      | 15—45                       | 20—52                       | 20—65                       | 20—70                       | 20—90          | 15—120         |